# Oro entre barro
Oro entre barro es una película argentina en blanco y negro dirigida por Luis Bayón Herrera sobre su propio guion que se estrenó el 25 de abril de 1939 y que tuvo como protagonistas a Tito Lusiardo, Pedro Maratea y Severo Fernández. El filme también fue exhibido con el nombre de Entre el barro.

## Sinopsis
Un humilde mozo de café trata que su hermano, que es ministro, reconozca la paternidad del hijo de la mujer a la que abandonó hace años. 

## Reparto
- Tito Lusiardo
- Pedro Maratea
- Severo Fernández
- Enrique Roldán
- Benita Puértolas
- Dorita Ferreyro
- Cielito
- Héctor Coire
- Lucía Galán
- Carlos Rosingana
- Vicente Forastieri
- Aída Gómez
- Ernesto Villegas
- Alfredo Pozzio
- Nelly Nolby

## Comentario
Manrupe y Portela comentan sobre este filme:

"Comicidad rústica, de museo, donde la honestidad de la gente de los barrios pobres, se enfrenta a la política como ámbito de engaño.Y Tito Lusiardo como reconciliador dando a la película el mejor toque: la cita de frases, cada una con la firma de quien las dijo, para cada ocasión"